# 진해공설야구장
진해공설야구장(Jinhae Public Baseball Stadium)은 경상남도 창원시 진해구 도만동에 소재하는 야구장이다. 2013년 퓨처스 리그부터 NC 다이노스 2군 홈 구장으로 사용될 예정이었으나 공사가 길어지면서 진해 공설 야구장에서는 훈련만을 진행하고 홈 경기는 마산종합운동장 야구장, 포항야구장, 남해스포츠파크 야구장에서 진행되었다.
2014년부터 NC 다이노스 (잔류군)이 사용했다.

## 불합격 논란
NC 다이노스는 2013 퓨처스 리그를 진해 공설 야구장에서 진행하려 했으나 KBO는 진해 공설 야구장이 프로 야구 경기를 하기에 부적합하다고 판단, 결국 퓨처스 리그 경기 불가능 통보를 내렸다. 진해 공설 야구장에서 퓨처스 리그 진행이 불가능해지면서 창원시와 NC 다이노스는 리그 개막이 얼마 남지 않은 한두 달 사이에 서둘러 새로운 2군 전용 구장을 마련해야 하는 상황이었으나 결국 2군 야구장 신설이 어려워지게 되었고 2013년부터 2014년까지 포항 야구장에서 퓨처스 리그 경기 및 구단 훈련을 진행하게 되었다.